# Dekanat Ehingen-Ulm

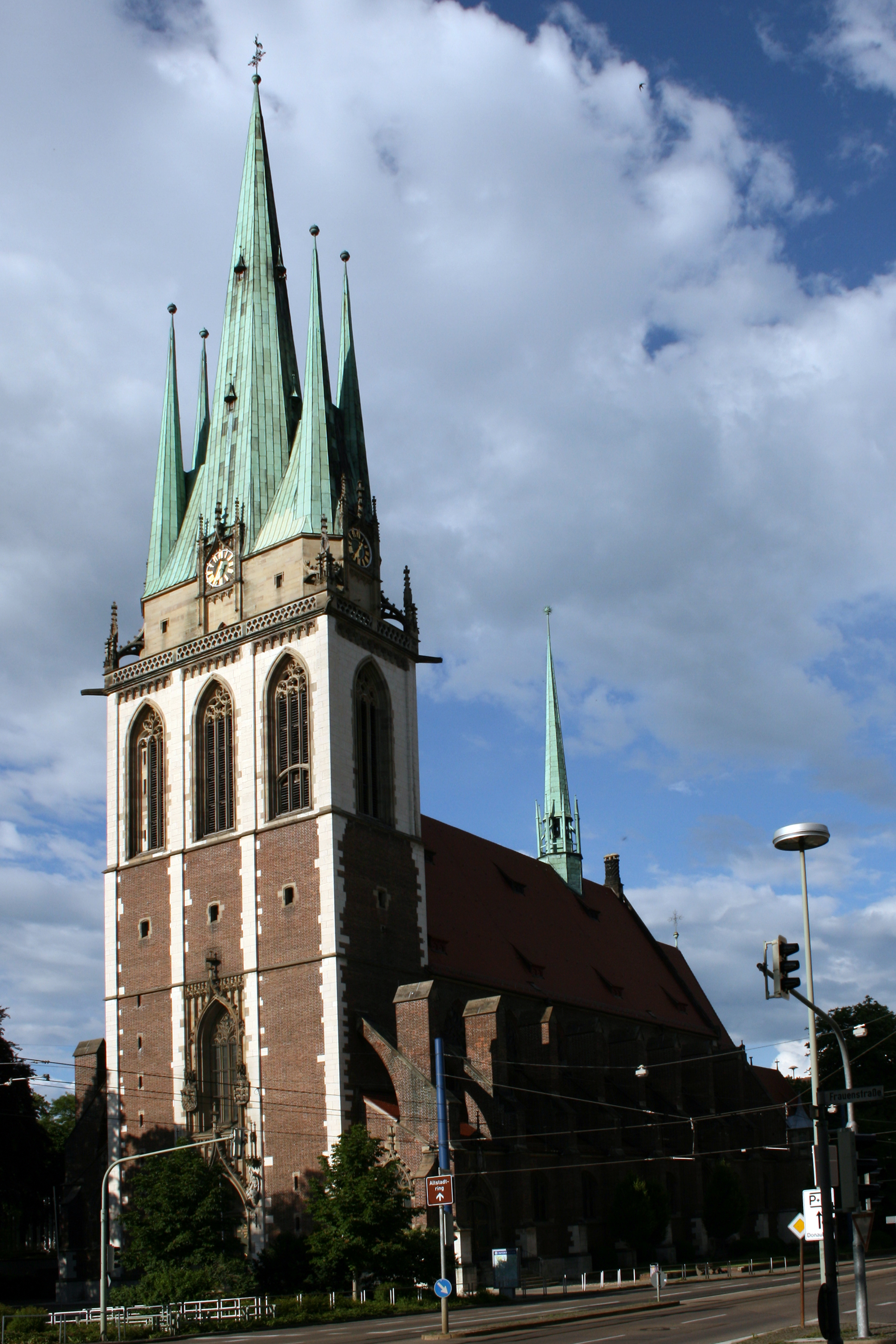
St. Georg in Ulm

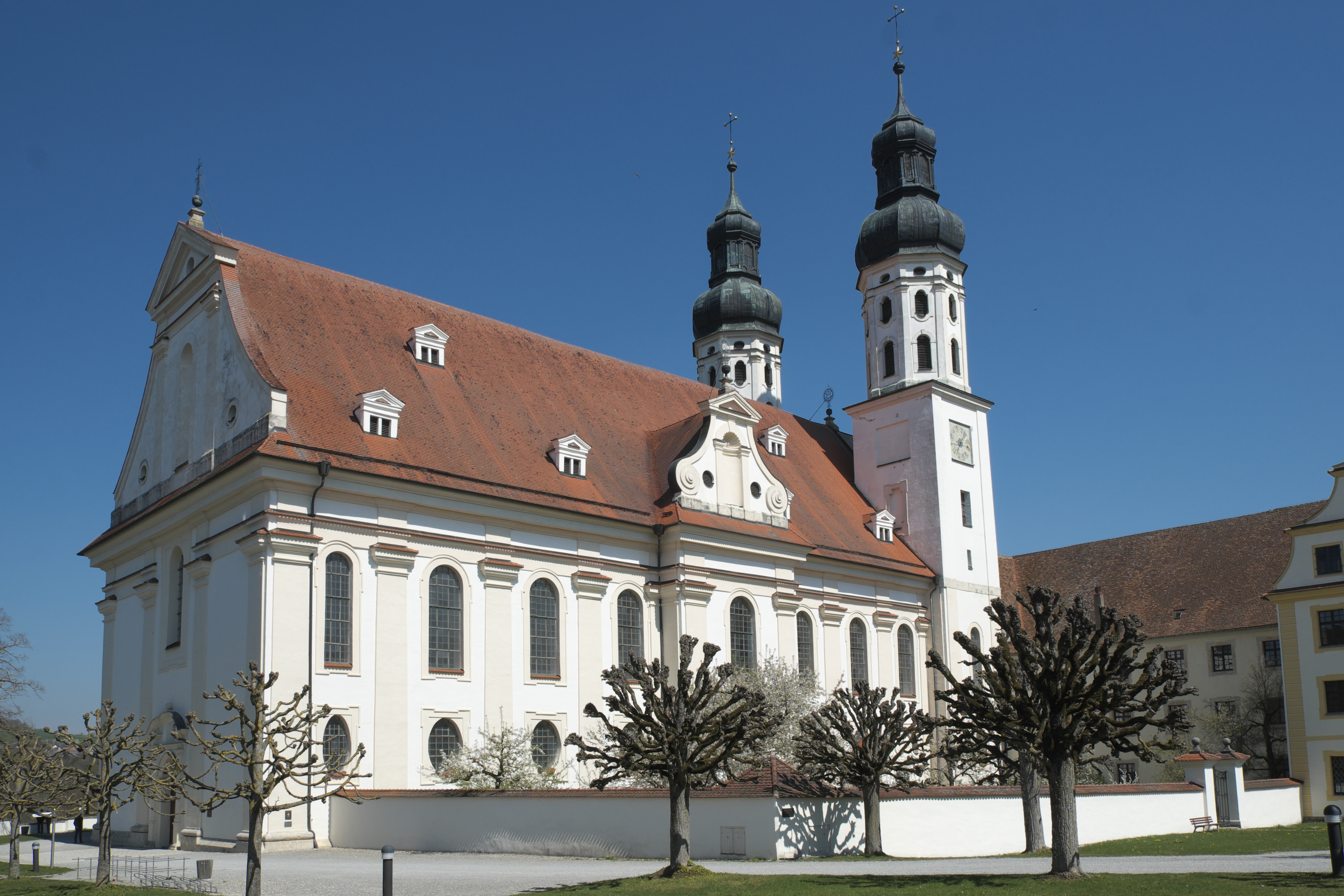
Münster Obermarchtal

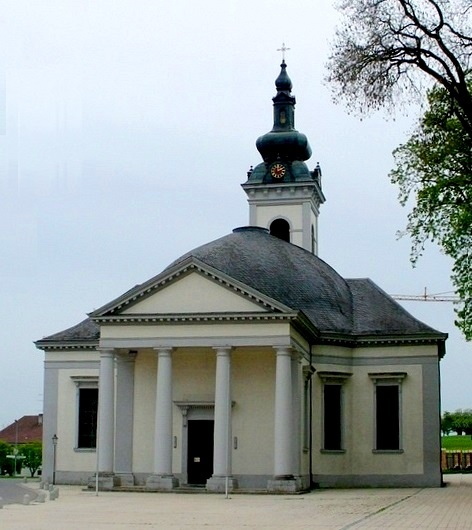
Schwäbisches Pantheon in Oberdischingen

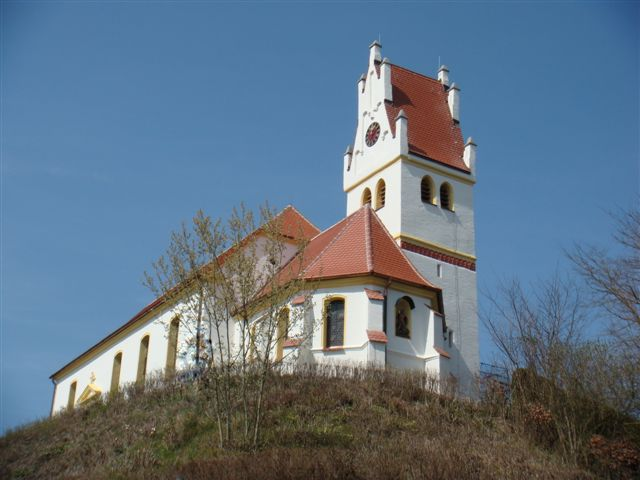
St. Agatha in Illerrieden

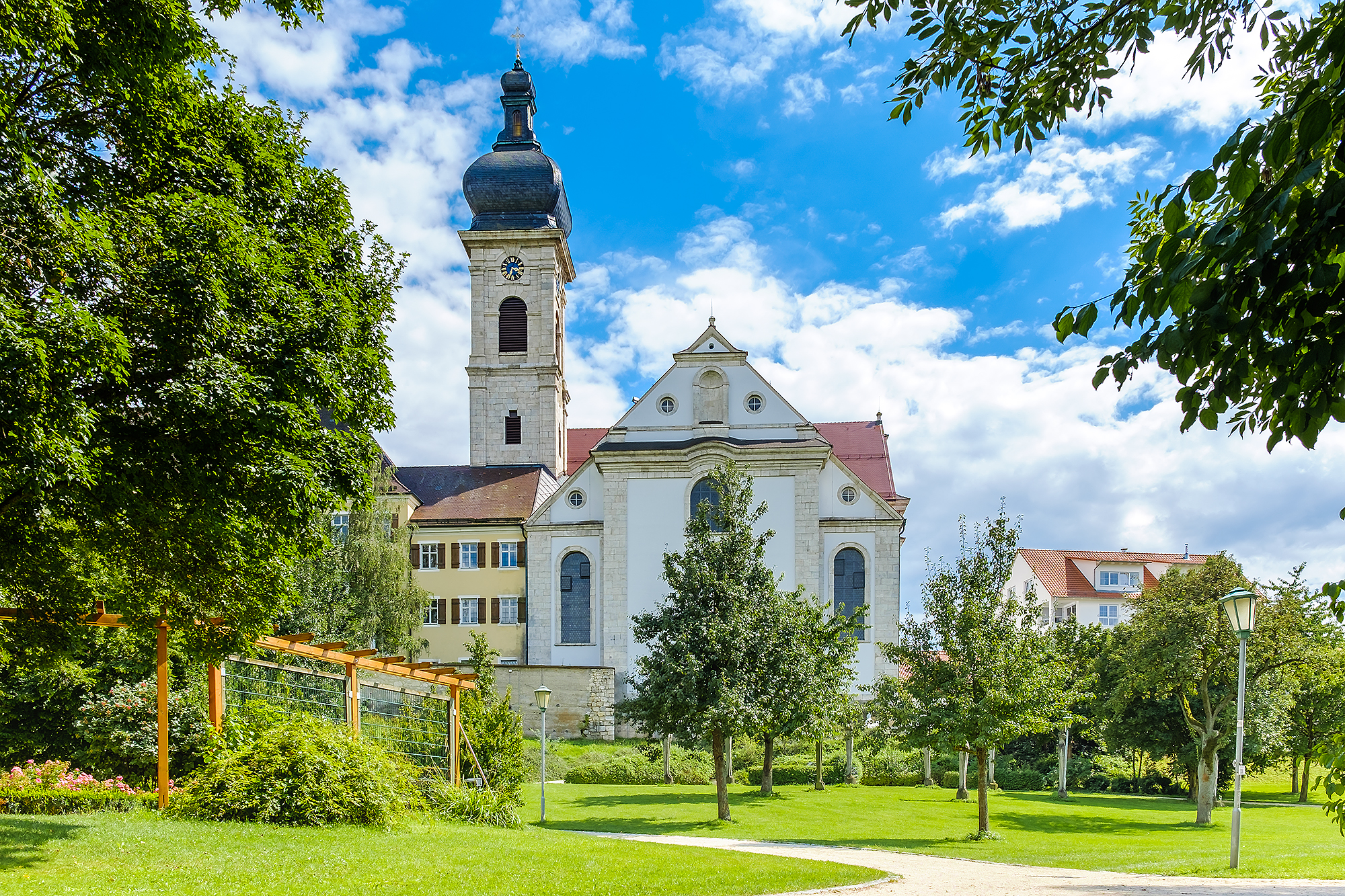
Konviktskirche in Ehingen

Das Dekanat Ehingen-Ulm ist eines von 25 Dekanaten in der römisch-katholischen Diözese Rottenburg-Stuttgart und besteht aus 21 Seelsorgeeinheiten mit 89 Kirchengemeinden. Die Kirchengemeinden in den bisherigen katholischen Dekanaten Ehingen und Ulm wurden von Bischof Gebhard Fürst mit Wirkung vom 1. Januar 2008 zum Dekanat Ehingen-Ulm zusammengefasst. Der Dekanatssitz befindet sich in Ulm. Das Dekanatsgebiet umfasst den Stadtkreis Ulm sowie überwiegende Teile des Alb-Donau-Kreises. Kleinere Gebiete des Kreises wie etwa Amstetten und seine Ortsteile fallen in den Zuständigkeitsbereich der Seelsorgeeinheit Geislingen im benachbarten Dekanat Göppingen-Geislingen.

## Aufgaben
Das Dekanat erledigt als „mittlere Ebene“ zwischen Diözese und Kirchengemeinden drei Aufgaben: Es unterstützt die Kirchengemeinden des Dekanats in ihrem pastoralen Auftrag, vertritt die katholische Kirche in regionalen Belangen der Gesellschaft und Kultur und vermittelt die Anliegen des Bischofs.

## Gliederung
Das Dekanat Ehingen-Ulm gliedert sich in die folgenden 21 Seelsorgeeinheiten (SE) und deren zugehörige Gemeinden:
- SE 1 (Ehingen-Stadt)[9]
Gemeinden: St. Blasius in Ehingen – St. Michael in Ehingen – St. Nikolaus in Gamerschwang – St. Gangulf in Heufelden  (Filialkirchengemeinde) – St. Martinus in Kirchbierlingen – St. Martinus in Kirchen – St. Petrus und Paulus in Nasgenstadt

- SE 2 (Ehinger Alb)
Gemeinden: St. Martin in Altsteußlingen – Zur Schmerzhaften Mutter in Dächingen – St. Georg in Frankenhofen – St. Martinus in Granheim – St. Stephanus in Erbstetten

- SE 3 (Marchtal)
Gemeinden: St. Urban in Emeringen[10] – St. Sixtus in Reutlingendorf[11] – Münstergemeinde St. Petrus und Paulus in Obermarchtal[12] – St. Andreas in Untermarchtal[13] – St. Michael in Lauterach-Neuburg[14]

- SE 4 (Donau-Winkel)[15]
Gemeinden: St. Jakobus Maior in Emerkingen – St. Martinus  in Grundsheim – St. Martinus in Hausen – St. Johannes Baptist in Hundersingen – St. Dionysius in Munderkingen – St. Martinus in Oberstadion – St. Cosmas und Damian in Unterwachingen – St. Maria und Selige Ulrika in Unterstadion

- SE 5 (Allmendingen)[16]
Gemeinden: Mariä Himmelfahrt in Allmendingen – St. Michael in Altheim – St. Stephanus in Schwörzkirch

- SE 6 (Schelklingen)[17]
Gemeinden: St. Michael in Gundershofen – St. Georg in Hausen – St. Oswald in Justingen – Herz Jesu in Schelklingen – St. Vitus in Schmiechen

- SE 7 (Donau-Riß)[18]
Gemeinden: St. Leodegar in Griesingen – Zum Heiligsten Namen Jesu in Oberdischingen – St. Martinus in Öpfingen – St. Pankratius u. St. Dorothea in Rißtissen

- SE 8 (Erbach)[19]
Gemeinden: St. Kosmas und Damian in Dellmensingen – Mariä Himmelfahrt in Ringingen – St. Martinus in Erbach – St. Michael in Donaurieden – St. Nikolaus in Bach

- SE 9 (Laichinger-Alb)[20]
Gemeinden: Mutter Maria in Ennabeuren – Maria Königin in Laichingen – St. Brigitta in Suppingen – Christkönig in Westerheim

- SE 10 (Blautal)[21]
Gemeinden: Heilige Dreifaltigkeit in Arnegg (Filialkirchengemeinde) – Mariä Heimsuchung in Blaubeuren – St. Martin in Dietingen – St. Martinus in Ehrenstein – St. Andreas in Herrlingen – St. Josef in Klingenstein

- SE 11 (Bollingen – Dornstadt – Tomerdingen)
Gemeinden: St. Stephanus  in Bollingen[22] – St. Ulrich in Dornstadt[23] – Mariä Himmelfahrt in Tomerdingen[24]

- SE 12 (Langenau – Rammingen)[25]
Gemeinden: Mater Dolorosa in Langenau – St. Georg in Rammingen

- SE 13 (Lonsee – Westerstetten)
Gemeinden: Maria Königin in Lonsee[26] – St. Martinus in Westerstetten[27]

- SE 14 (Dietenheim – Illerrieden)[28]
Gemeinden: St. Martinus in Dietenheim – St. Johann Baptist in Regglisweiler – Zum heiligen Kreuz in Illerrieden – Zur heiligsten Dreifaltigkeit in Dorndorf

- SE 15 (Iller – Weihung)[29]
Gemeinden: St. Michael in Hüttisheim – St. Sebastian in Oberkirchberg – St. Martinus in Unterkirchberg – Mariä Unbefleckte Empfängnis in Schnürpflingen – Mariä Himmelfahrt in Staig – St. Pankratius in Steinberg

- SE 16 (Ulm-Hochsträß)[30]
Gemeinden: St. Cyriak in Eggingen – St. Florian in Harthausen – St. Katharina in Einsingen

- SE 17 (Ulmer Westen)[31]
Gemeinden: St. Elisabeth in Ulm (Weststadt) – Heilig Geist in Ulm (am Kuhberg) – Mariä Himmelfahrt in Söflingen

- SE 18 (Suso-Gemeinden)[31]
Gemeinden: St. Maria Suso am Eselsberg – St. Klara am Eselsberg – Allerheiligen in Lehr – St. Martin in Mähringen

- SE 19 (Ulm-Basilika)[32]
Gemeinden: St. Laurentius in Donaustetten – Heilig Kreuz in Gögglingen – St. Pankratius in Ermingen – St. Franziskus in Wiblingen – Klosterkirche St. Martin (Basilika minor) in Wiblingen

- SE 20 (St. Georg und St. Michael zu den Wengen)[31]
Gemeinden: St. Georg in Ulm (Oststadt) – St. Michael zu den Wengen in Ulm (Innenstadt)

- SE 21 (Ulm-Böfingen)[31]
Gemeinden: Zum Guten Hirten in Böfingen – St. Josef in Jungingen

- Gemeinden in anderen Sprachen:
Kroatische Gemeinde Sveti Josip in Ehingen – Italienische Gemeinde San Antonio di Padova in Ulm – Portugiesische Gemeinde São Francisco de Assis in der Seelsorgeeinheit Ulmer Westen – Slowenischen Gemeinde Sveti Dominika Savia in Ulm – Kroatische Gemeinde Sveti Josip bei der Pfarrei St. Georg in Ulm